# یواس‌اس ریلیف (۱۸۹۶)
یواس‌اس امداد (۱۸۹۶) (به انگلیسی: USS Relief (1896)) یک کشتی بود که طول آن ۳۱۴ فوت (۹۶ متر) بود. این کشتی در سال ۱۸۹۶ ساخته شد.